# الكحافى (إب)

تعديل مصدري - تعديل

الكحافى هي إحدى قرى عزلة ثواب اعلى بمديرية إب التابعة لمحافظة إب، بلغ تعداد سكانها 954 نسمة حسب تعداد اليمن لعام 2004.